# Graniti (metropolitana di Roma)
Graniti è una stazione della linea C della metropolitana di Roma. 

## Storia
La stazione nasce come parte della linea ferroviaria Roma-Fiuggi. Venne chiusa il 7 luglio 2008 a causa dei lavori di trasformazione necessari per l'inclusione del tratto terminale della Roma-Pantano nella linea C. L'apertura è avvenuta il 9 novembre 2014.
Provenendo dal capolinea di San Giovanni, si tratta dell'ultima fermata della linea situata nel comune di Roma.

## Strutture e impianti
Nei pressi di questa stazione si trova anche il deposito-officina di Graniti, il quale accoglie l'intero parco rotabile della linea. Vi è, inoltre, collocata la dirigenza centrale operativa da cui sono guidati e controllati a distanza i treni. Nella dirigenza centrale operativa sono svolte le seguenti attività: controllo circolazione dei treni, sorveglianza dei passeggeri, supervisione e controllo impianti, elettrici di stazione, comunicazione con i passeggeri dei treni e con quelli presenti sulle banchine, comunicazione con il personale di servizio in linea, diffusione delle informazioni ai passeggeri e registrazione degli eventi e dei dati significativi di funzionamento di tutti i sottosistemi

## Servizi
La stazione dispone di:
- Biglietteria automatica
- Servizi igienici

## Interscambi
- Fermata autobus ATAC e COTRAL

## Galleria d'immagini

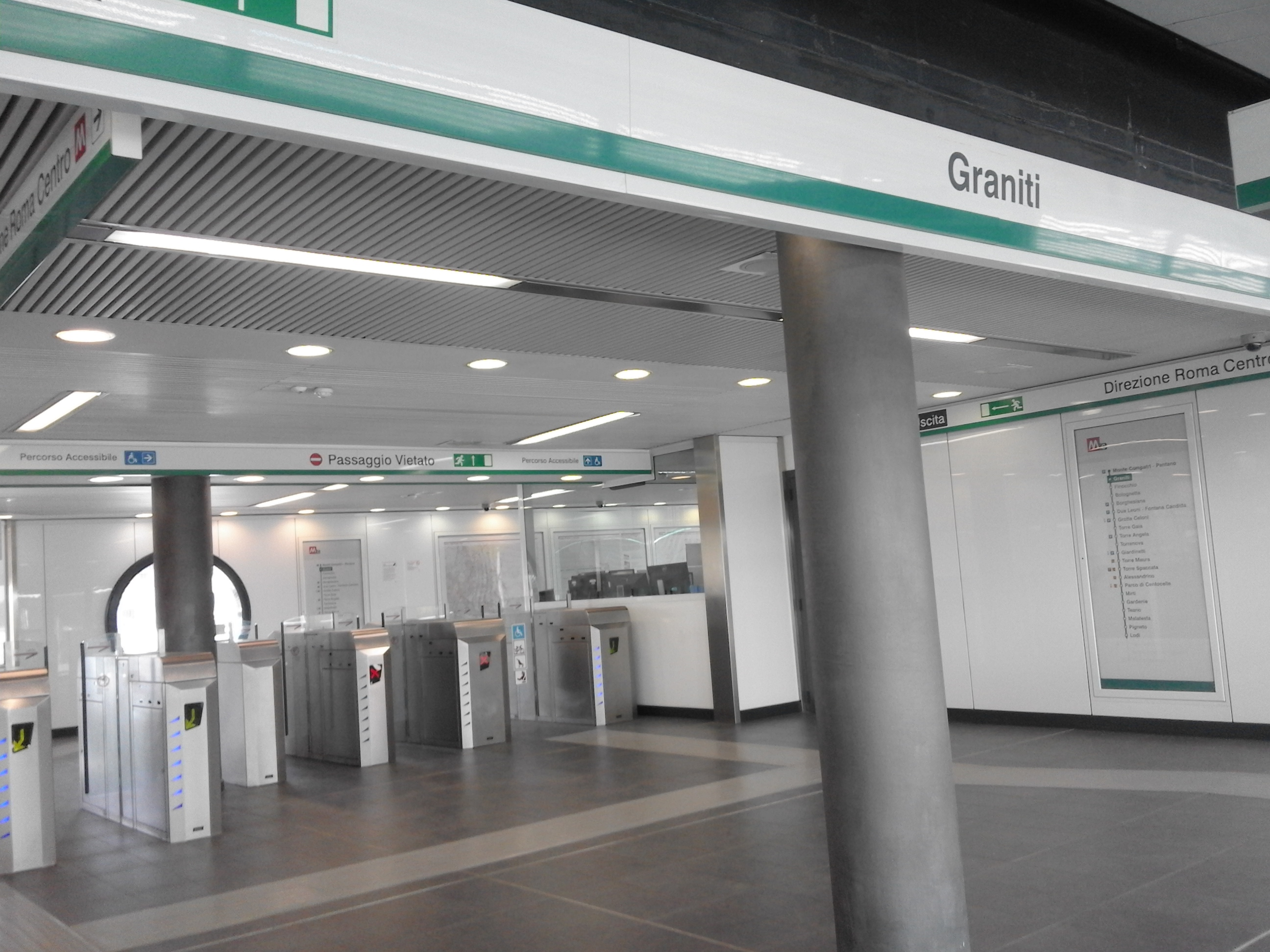
Il mezzanino della stazione